# دیابه بولومبو
دیابه بولومبو (انگلیسی: Diabé Bolumbu؛ زادهٔ ۱۲ ژوئیهٔ ۲۰۰۴) بازیکن فوتبال اهل فرانسه است.
وی همچنین در تیم‌های ملی فوتبال زیر ۱۸ سال فرانسه و زیر ۲۰ سال فرانسه بازی کرده است.